# St. Peter und Paul (Stötten am Auerberg)

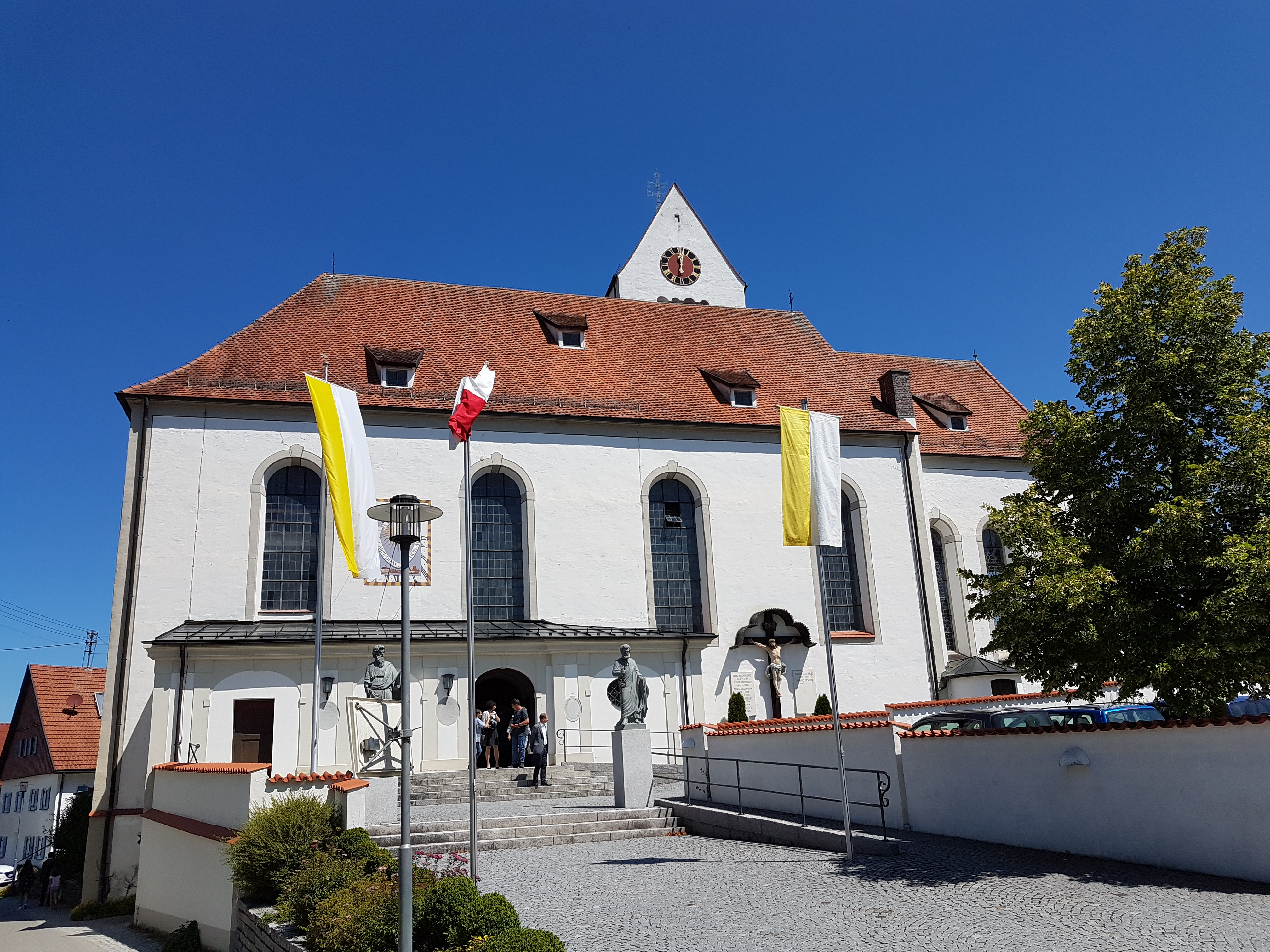
St. Peter und Paul (Stötten am Auerberg)

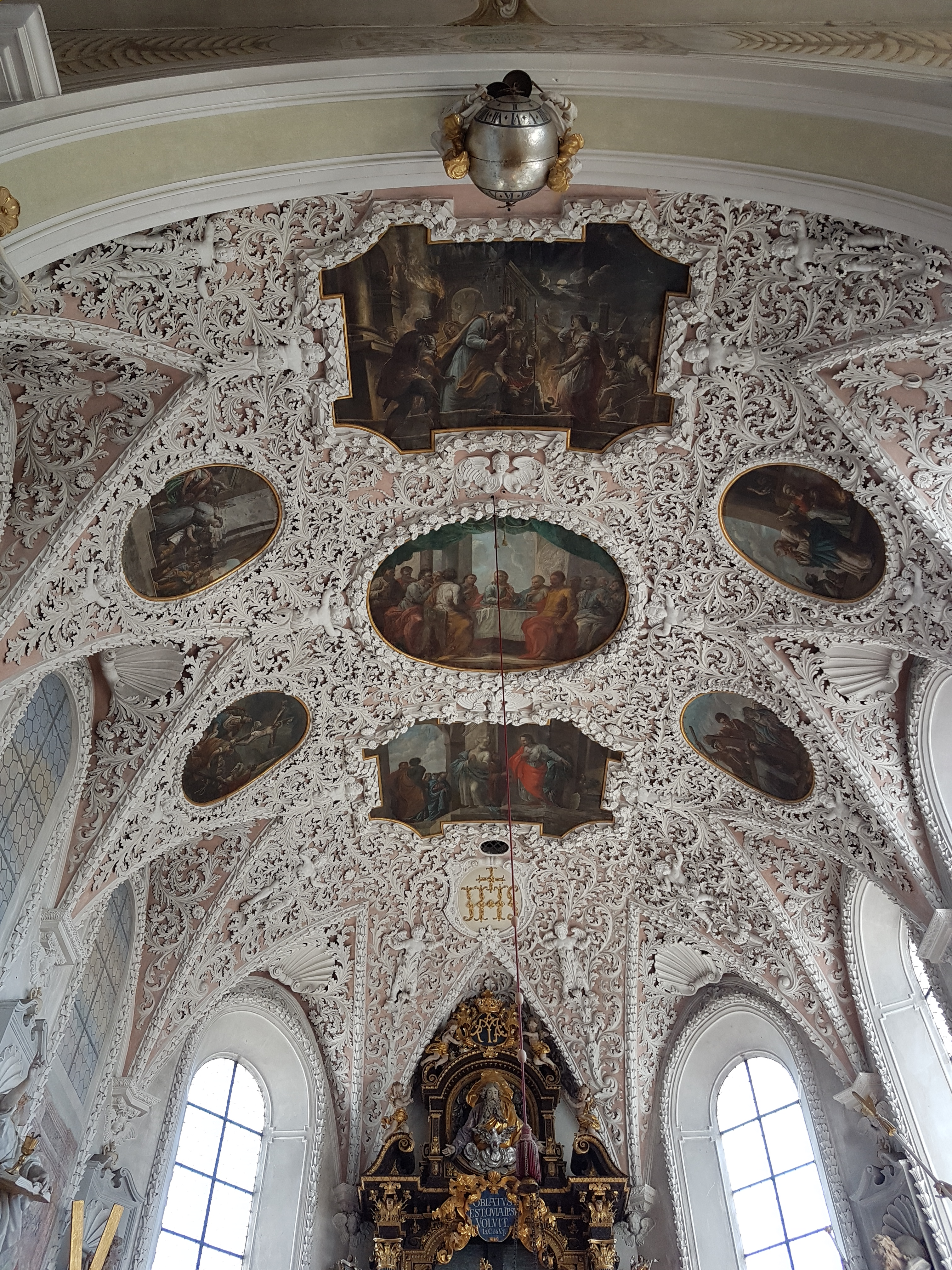
Deckenstuck im Chor

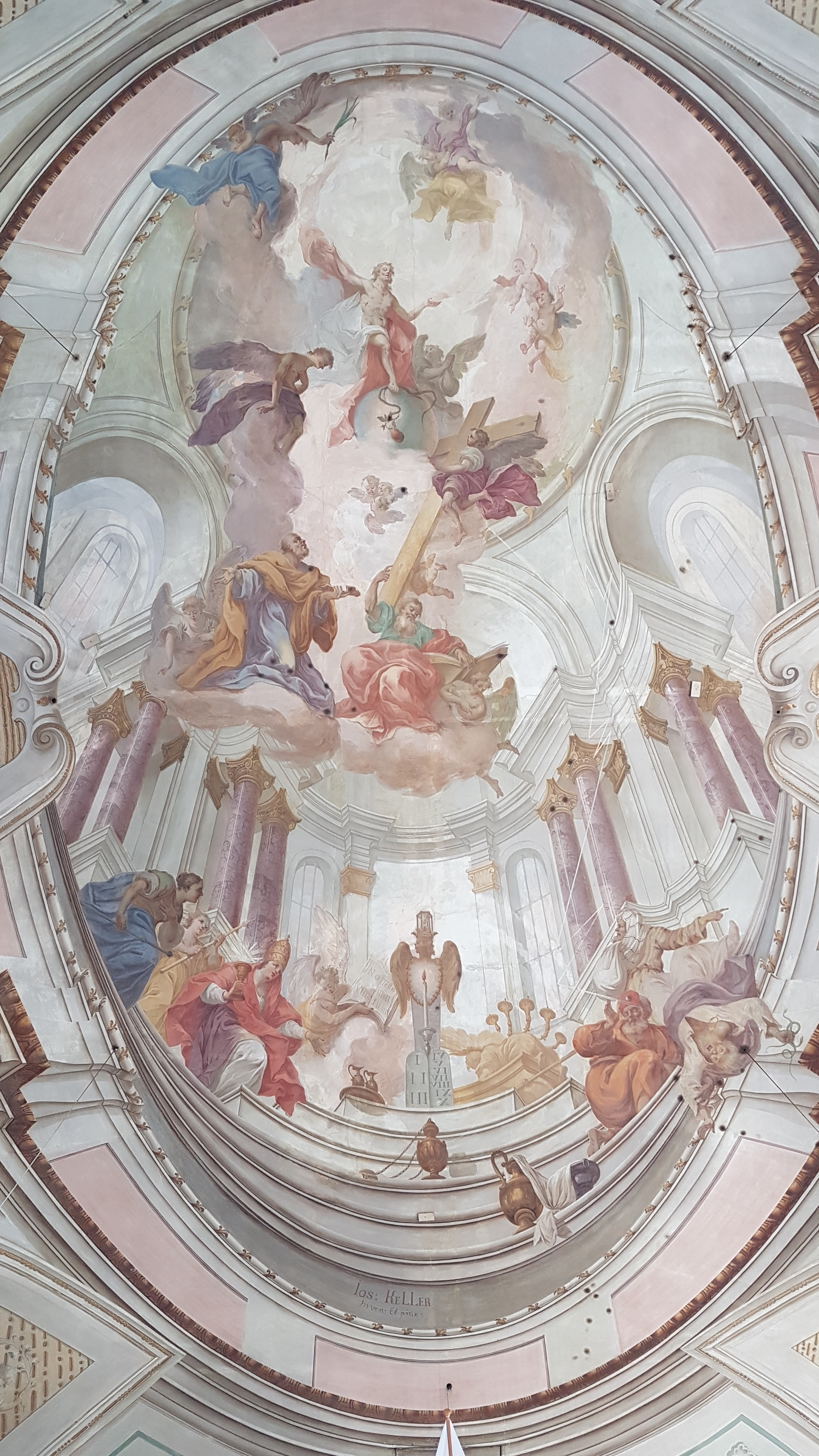
Illusionistische Deckenmalerei im Schiff

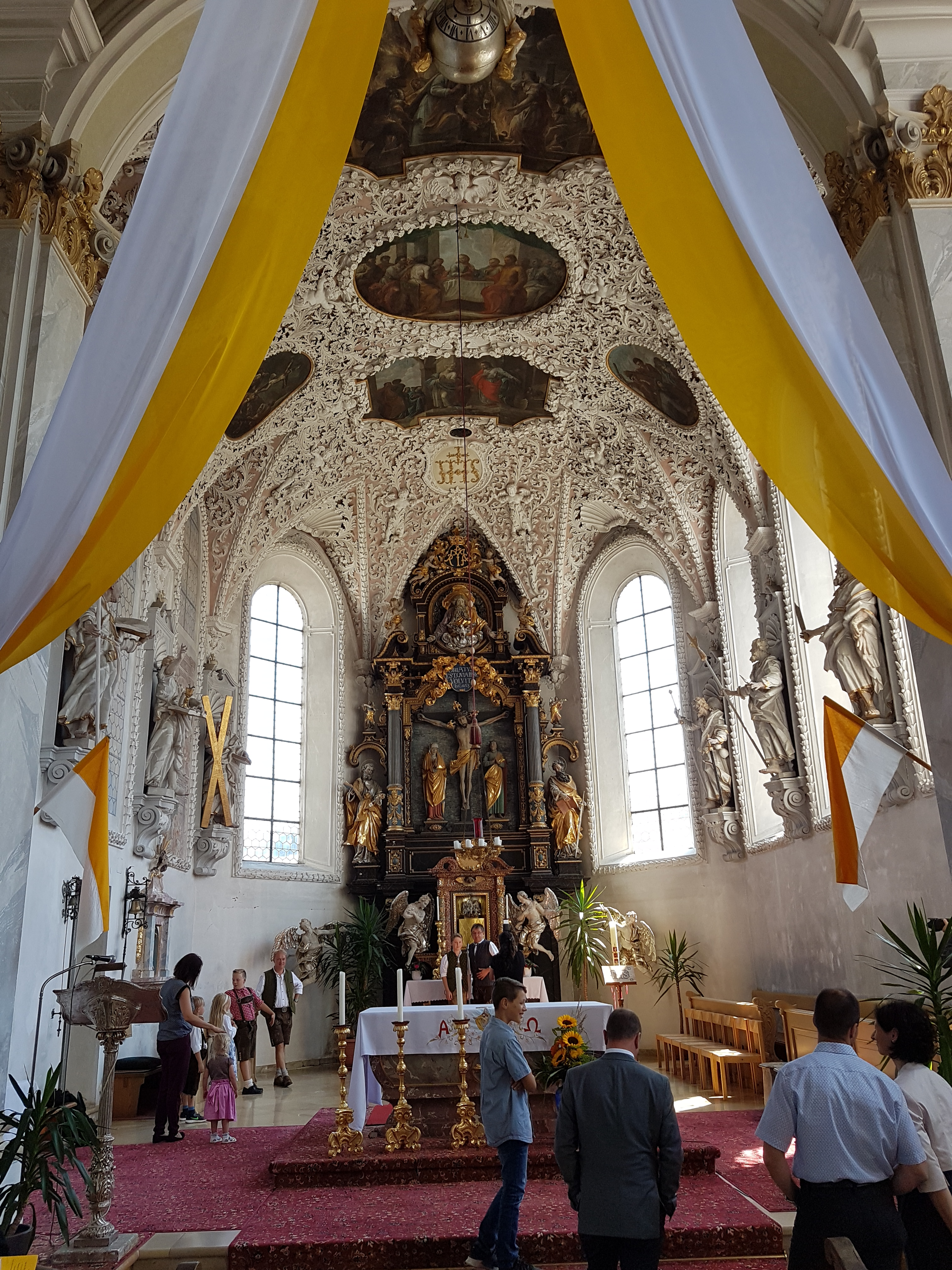
Innenansicht

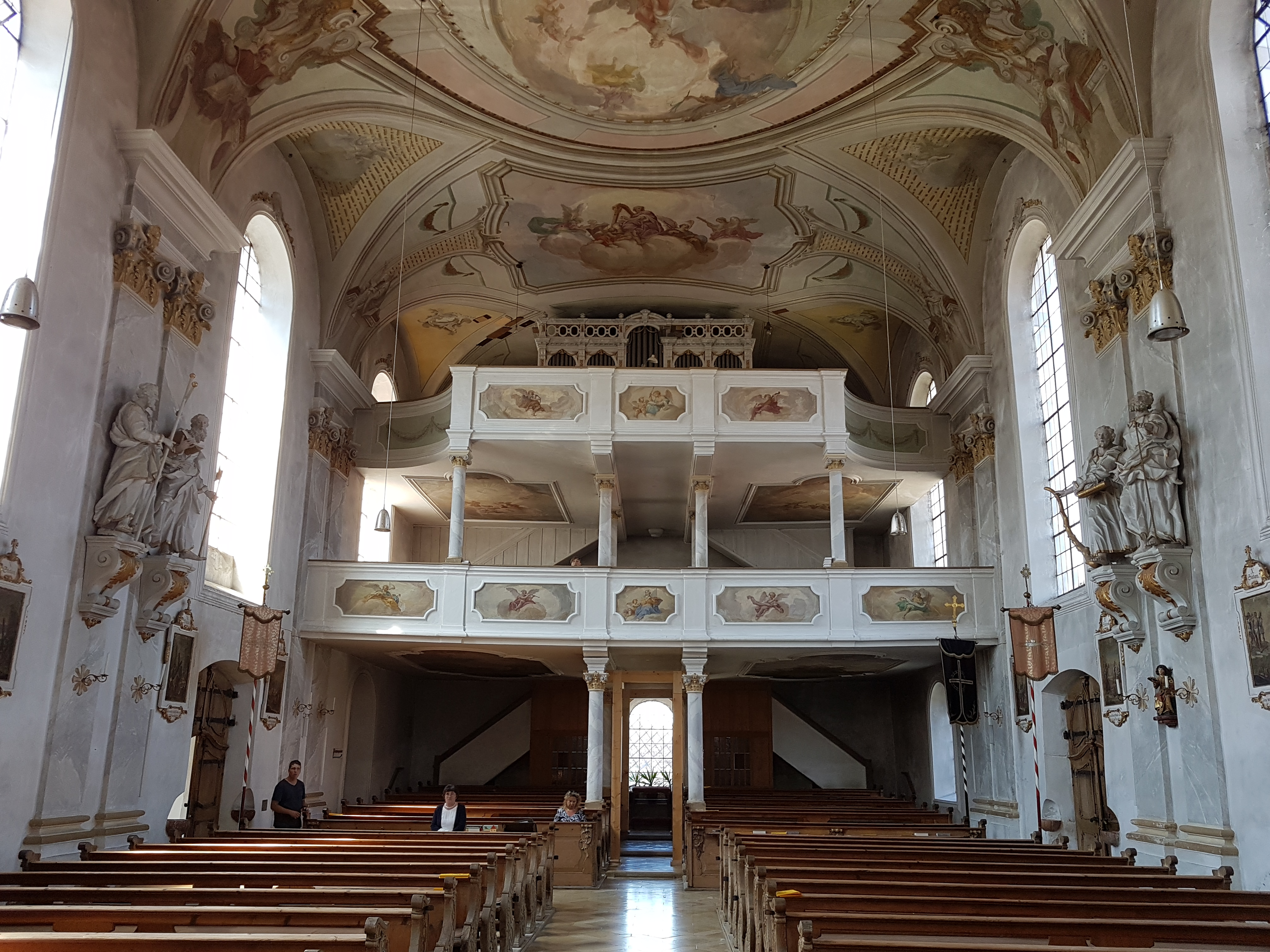
Blick nach Westen

Die römisch-katholische Pfarrkirche St. Peter und Paul ist eine im Kern spätgotische, eingreifend barockisierte Saalkirche in Stötten am Auerberg im schwäbischen Landkreis Ostallgäu in Bayern. Sie gehört zur Kirchengemeinde St. Peter und Paul Stötten im Dekanat Marktoberdorf des Bistums Augsburg. Unmittelbar daneben ist das Pfarrhaus Stötten mit barocken Raumgestaltungen zu finden.

## Geschichte und Architektur
Die Kirche Stötten wird 1314 erstmals in einer Urkunde des Klosters Stams erwähnt. Sie wurde vermutlich gegen Ende des 12. Jahrhunderts vom Kloster Ottobeuren aus gegründet.
Das im Kern spätgotische Bauwerk des 15./16. Jahrhunderts wurde 1719/1720 durch Thomas Wind nach Plänen des 1717 verstorbenen Füssener Baumeisters Johann Jakob Herkomer erhöht und danach 1780/1781 nach einem Entwurf von Benedikt Nigg nach Westen verlängert und erneut erhöht.
Die Kirche ist ein vierachsiger Saalbau mit Flachdecke über seitlichen Stichkappen, deren Wände durch Doppelpilaster mit gemeinsamem Sockel und Gebälkstück gegliedert sind. Der eingezogene, dreiseitig geschlossene Chor wird durch ein Tonnengewölbe mit Stichkappen abgeschlossen. Nördlich ist eine Sakristei von 1774 angebaut. Nordöstlich vom Langhaus steht ein mächtiger, spätmittelalterlicher Turm mit Satteldach, der vierteilige, rundbogige Klangarkaden aufweist.
Der Chor wurde in den Jahren 1698/1699 von Johann Schmuzer und dem Sohn Franz Schmuzer reich stuckiert mit kräftigen Akanthusranken, Lorbeerblattstäben und Puttenbüsten. In den ausgesparten Feldern sind gleichzeitige Leinwandgemälde von Johann Georg Knappich mit Darstellungen aus der Passion Christi angeordnet. 
An der Chornordwand sind Malereien vermutlich aus der ersten Hälfte des 17. Jahrhunderts zu finden, die Scheinfenster und östlich davon in architektonischen Rahmen das Abendmahl und darunter Abraham und Melchisedek sowie Stifterwappen zeigen.
Die Fresken im Langhaus und ein illusionistisches Rahmensystem wurden 1781–1783 von Joseph Keller geschaffen. In illusionistischer Monumentalarchitektur sind Ecclesia mit drei Irrlehrern, darüber die Kirchenpatrone zu Füßen Christi, über der Empore König David und seitlich davon die Kirchenväter und göttlichen Tugenden dargestellt. Die Unterseiten der Emporen zeigen unten die Berufung Petri und den Abschied der Apostelfürsten sowie oben das Auge Gottes und das Christusmonogramm. An den Brüstungen sind die heilige Cäcilia und musizierende Engel dargestellt.

## Ausstattung
Im Hochaltar ist eine spätgotische Kreuzigungsgruppe aus der Zeit um 1510/1520 aufgestellt. Der Taufstein aus Stuckmarmor wurde 1736/1737 von Abraham Bader geschaffen. Die Kanzel aus dem Jahr 1956 zeigt am Korb Evangelistenfiguren, die 1695 von Johann Ludwig Ertinger dem Jüngeren geschaffen wurden.
Das Gestühl mit durchbrochenen Rückenlehnen wurde in den Jahren 1782/1783 von Xaver Fichtel hergestellt, die Wangen stammen aus den Jahren 1782/1783 von Ignaz Eberle. Der Kreuzweg wurde als Ölgemälde auf Leinwand in den Jahren 1774/1775 von Joseph Rieger geschaffen.
Eine Sitzfigur der heiligen Anna selbdritt entstand um 1510/1520. Zehn Apostel stammen aus den Jahren 1757/1758 von Johann Paul Seitz, ebenso vermutlich der lebensgroße Kerkerchristus im abgetrennten Raum des südlichen Anbaus. Dort sind gleichfalls ein Priestergrabstein mit eingeritzter Halbfigur mit dem Datum 1502 und ein Epitaph mit Arma Christi von 1510 zu finden. In der Sakristei sind zwei intarsienverzierte Schränke aufgestellt, deren einer 1668 von Jörg Pfeiffer und der andere 1689 von Stephan Angerkofer geschaffen wurde. Die Orgel ist ein Werk der Gebrüder Hindelang aus dem Jahr 1907 mit 25 Registern auf zwei Manualen und Pedal.